# Венчац
Венчац је планина која се налази у близини Аранђеловца. Планина је вулканског порекла и има надморску висину од 658 м.
У геолошком саставу Венчаца учествују мермери у облику неправилних сочива и променљиве дебљине. Најпознатије лежиште налази се на североисточним падинама, где се експлоатише и обрађује за украсни камен већ више деценија. На тржишту је ова врста камена позната као „бели Венчац“, од кога су сачињене многобројне скулптуре које красе парк Буковичке бање, чесму у Кнез Михаиловој у Београду, фасаду Цркве Св. Ђорђе на Опленцу, део зграде Беле куће у Вашингтону итд. Неке врсте мермера са Венчаца нису погодне за израду украсног камена, већ се прерађују у туцаник, мељу у ризлу или се користе за печење креча. Према истраживањима, резерве мермера су готово неисцрпне.
На Венчацу влада специфични облик блаже субалпске климе. На вишим деловима доминирају листопадне шуме храста, букве, јасена и граба, док на падинама осим храста има јове и јасена. На нижим деловима до 540 мнв налазе се њиве, воћњаци, па чак и виногради.